# Banco BIC-Carmim/Saison 2014
Dieser Artikel listet Erfolge und Fahrer des Radsportteams Banco BIC-Carmim in der Saison 2014 auf.

## Erfolge in der UCI Africa Tour
In der Saison 2014 gelangen dem Team nachstehende Erfolge in der UCI Africa Tour.
| Datum     | Rennen                                        | Kat. | Fahrer         |
| --------- | --------------------------------------------- | ---- | -------------- |
| 4. April  | 1. Etappe Tour du Maroc                       | 2.2  | Manuel Cardoso |
| 5. April  | 2. Etappe Tour du Maroc                       | 2.2  | Daniel Mestre  |
| 10. April | 7. Etappe Tour du Maroc                       | 2.2  | Manuel Cardoso |
| 11. April | 8. Etappe Tour du Maroc                       | 2.2  | Manuel Cardoso |
| 12. April | 9. Etappe Tour du Maroc                       | 2.2  | Manuel Cardoso |
| 26. Juni  | Angolanische Meisterschaft – Einzelzeitfahren | CN   | Igor Silva     |

## Erfolge in der UCI Europe Tour
In der Saison 2014 gelangen dem Team nachstehende Erfolge in der UCI Europe Tour.
| Datum      | Rennen                                                | Kat. | Fahrer         |
| ---------- | ----------------------------------------------------- | ---- | -------------- |
| 28. März   | 3. Etappe Volta ao Alentejo                           | 2.2  | Manuel Cardoso |
| 27. Juni   | Portugiesische Meisterschaft – Einzelzeitfahren (U23) | CN   | Rafael Reis    |
| 10. August | 10. Etappe Volta a Portugal                           | 2.1  | Manuel Cardoso |

## Abgänge – Zugänge
| Zugänge                    | Team 2013                   | Abgänge     | Team 2014                   |
| -------------------------- | --------------------------- | ----------- | --------------------------- |
| Manuel Cardoso             | Caja Rural-Seguros RGA      | Ruben Silva | Atlantic Service-Clube XELB |
| Amaro Antunes              | Ceramica Flaminia-Fondriest | Tomas Swift | Unbekannt                   |
| Rafael Reis                | Ceramica Flaminia-Fondriest |             |                             |
| Dário António (ab 25.06.)  | Neoprofi                    |             |                             |
| Mário Carvalho (ab 25.06.) | Neoprofi                    |             |                             |
| José Cruz (ab 25.06.)      | Neoprofi                    |             |                             |
| Igor Silva (ab 25.06.)     | Neoprofi                    |             |                             |

## Mannschaft
| Name              | Geburtstag        | Nationalität |
| ----------------- | ----------------- | ------------ |
| Dário António     | 22. Oktober 1992  | Angola       |
| Amaro Antunes     | 27. November 1990 | Portugal     |
| Manuel Cardoso    | 7. April 1983     | Portugal     |
| Mário Carvalho    | 22. Januar 1995   | Angola       |
| Henrique Casimiro | 22. April 1986    | Portugal     |
| José Cruz         | 13. März 1986     | Angola       |
| David Livramento  | 18. Dezember 1983 | Portugal     |
| Daniel Mestre     | 1. April 1986     | Portugal     |
| Diogo Nunes       | 3. April 1989     | Portugal     |
| João Pereira      | 14. Juni 1989     | Portugal     |
| Valter Pereira    | 22. Februar 1990  | Portugal     |
| Rafael Reis       | 15. Juli 1992     | Portugal     |
| João Rodrigues    | 15. November 1994 | Portugal     |
| Bruno Sancho      | 13. Dezember 1985 | Portugal     |
| Igor Silva        | 22. Oktober 1984  | Angola       |